# Investig’Action
Investig’Action es un agregador de contenido, fundado en 2004 por Michel Collon; El sitio difunde artículos de actualidad, análisis de fondo, testimonios inéditos y videos a través de su boletín en francés, español e inglés.
Adicional a lo anterior, Investig’Action emite dos (2) publicaciones mensuales importantes: el Journal de l’Afrique y el Journal de Notre Amérique, organiza seminarios de formación en análisis para medios de comunicación, conferencias sobre los desafíos internacionales y diversos proyectos que tratan temas como islamofobia, la extrema derecha y Palestina.
La página de Investig’Action es de acceso gratuito, y se financia a través de la producción de libros y películas, así como por la donación de particulares.